# Florence megye (Wisconsin)
Florence megye az Amerikai Egyesült Államokban, azon belül Wisconsin államban található. Megyeszékhelye Florence. Lakosainak száma 4558 fő (2020. április 1.). Florence megye Iron, Marinette, Forest és Dickinson megyékkel határos.

## Népesség
A megye népességének változása:
| Lakosok száma | 4403 | 4497 | 4474 | 4520 | 4464 | 4558 |
|               | 2010 | 2011 | 2012 | 2013 | 2015 | 2020 |